# Volodymyr Baczynskyj
Volodymyr Baczynskyj (abweichende Namensschreibweise: Volodymyr Bačyns’kyj; * 31. Januar 1880 in Sombor, Galizien; † 25. Mai 1927 in Lemberg, Galizien) war ein österreichischer Rechtsanwalt und Politiker, der unter anderem von 1917 bis 1918 Mitglied des Abgeordnetenhauses war.

## Leben
Volodymyr Baczynskyj, Sohn des Gymnasialprofessors Mikolaj Baczynskyj, besuchte von 1890 bis 1898 das Gymnasium in Breschan und begann daraufhin ein Studium der Rechtswissenschaften an der Universität Lemberg. Er erwarb 1904 einen Doktor der Rechte und war als Advokaturskandidat tätig. 1913 ließ er sich als Advokat in Podhajce nieder.
Bei der Reichsratswahl am 13. Juni 1911 kandidierte er für die Ukrainische Nationaldemokratische Partei im Wahlbezirk Galizien 29, unterlag mit 515 Stimmen (9,9 Prozent) deutlich dem polnisch-konservativen Kandidaten Wacław Ritter von Zaleski, auf den 4.656 Stimmen (89,7 Prozent) entfielen. Er wurde 1913 Mitglied des Galizischen Landtages und gehörte diesem bis 1914 an. Nach dem Tode von Josef Folys rückte er als dessen Ersatzmann am 23. Oktober 1917 als Mitglied in des Abgeordnetenhauses nach und gehörte diesem in der XII. Legislaturperiode bis zum 12. November 1918 an. Er vertrat den Wahlbezirk Galizien 64, der die Gerichtsbezirke Lemberg Umgebung, Winniki, Gródek Jagielloński und Szczerzec sowie 37.109 Wahlberechtigte umfasste. Als ruthenischer Nationaldemokrat schloss er sich dem Klub der Ukrainischen parlamentarischen Vertretung an.
Nach seinem Ausscheiden aus dem Abgeordnetenhaus 1918 ließ sich Baczynskyj, der seit 1907 mit Vanda Hoszowska verheiratet war, als Advokat in Lemberg nieder. Er verstarb nach einem Suizidversuch im Allgemeinen Krankenhaus Lemberg.